# 1992
1992  (MCMXCII) var ett skottår som började en onsdag i den gregorianska kalendern.

## Händelser

### Januari
- 1 januari
  - Serber och kroater accepterar att FN sätter in en fredsbevarande trupp i Kroatien[1].
  - Gnesta och Trosa bryter sig ur Nyköpings kommun.
  - Egyptiern Boutros Boutros-Ghali avlöser peruanen Javier Pérez de Cuéllar som FN:s generalsekreterare, och blir den förste afrikanen på posten[2].
- 10 januari – Den borgerliga svenska regeringens första budget presenteras av finansminister Anne Wibble. Budgeten är stram med många nedskärningar, men uppvisar ett underskott på 70,8 miljarder SEK[3].
- 15 januari – EG erkänner Kroatien och Slovenien som självständiga stater[1].
- 16 januari
  - Australien erkänner Kroatien som självständig stat.[4]
  - Sverige erkänner Armenien, Azerbajdzjan, Kazakstan, Kirgizistan, Kroatien, Moldavien, Slovenien, Tadzjikistan, Turkmenistan och Uzbekistan som självständiga stater[5].
  - Dispens ges till Bingolotto att börja sändas nationellt i Sverige, trots att denna sortens lotteri egentligen ej är tillåtet enligt gällande svensk lotterilag.
- 20 januari
  - VSB-avtalet mellan Finland och Ryssland (tidigare Sovjetunionen) upphävs[1].
  - 87 personer omkommer och 9 överlever då en fransk Airbus störtar nära Strasbourg[6].
- 21 januari – Danska supertankern Maersk Navigator och en liberiansk tanker krockar utanför Sumatra, Indonesien och båda fartygen läcker. Bakom dem bildas ett fyra kilometer långt och flera hundra kilometer brett oljebälte[7].
- 23 januari – Tre personer skadas då en maskerad pistolman skjuter mot invandrare i Stockholm. Några dagar senare skottskadas en gatuköksägare och en kioskinnehavare[8].
- 24 januari – Sverige antar ett försvarspolitiskt beslut med neutralitetspolitisk omformulering[9].
- 30 januari – 50-årige Hassan Zatara skjuts i sin butik av John Ausonius och skadas för livet.[10].

### Februari

De 16:e Olympiska vinterspelen hölls i Albertville, Frankrike.

- 1 februari – Vid ett möte i Camp David deklarerar USA:s president George H. W. Bush och Rysslands president Boris Jeltsin ett formellt slut på det kalla kriget.
- 5 februari – Sveriges statsminister Carl Bildt och invandrarminister Birgit Friggebo försöker dämpa känslorna på ett möte i Stockholmsförorten Rinkeby. Friggebo föreslår förgäves att alla i salen skall förenas i sången We Shall Overcome under den så kallade Lasermannens pågående attentat mot invandrare i Sverige[5].
- 8 februari – De 16:e olympiska vinterspelen invigs i Albertville, Frankrike. EG lyckas under en del av ceremonin få de olympiska ringarna ersatta av EG:s 12-stjärniga symbol.[2]
- 13 februari
  - Diplomatiska relationer knyts mellan Australien och Kroatien.[4]
  - Mona Sahlin utses till Socialdemokraternas nya partisekreterare efter Bo Toresson[8].
- 14 februari – EES-avtalet undertecknas av EG och EFTA efter omförhandling[1].
- 16 februari – Nobelkoncernens styrelse erkänner att Bofors betalade ut pengar till Indiens premiärminister Rajiv Gandhi och andra indiska toppolitiker under Boforsaffären 1986[5].
- 21 februari – Svea hovrätt dömer fem åtalade som infört buggningsutrustning i Sverige till dagsböter[11].
- 22 februari – FN:s säkerhetsråd beslutar enhälligt att skicka en fredsbevarande styrka på 14 000 man till tre områden i Kroatien, vilket är första gången som FN-soldater placeras i Europa[2].
- 24 februari – Tjugokronorssedeln införs i Sverige[3].
- 26 februari – Diplomatiska relationer knyts mellan Finland och Ukraina.[12]
- 27 februari – Finland beslutar ansöka om EG-medlemskap[1].
- 28 februari – Katarina Frostenson tar över Artur Lundkvists stol i Svenska Akademien[8].
- 29 februari – Bosnien och Hercegovina röstar för självständighet.[1]

### Mars
- 2 mars

Bosnien och Hercegovina självständigt.

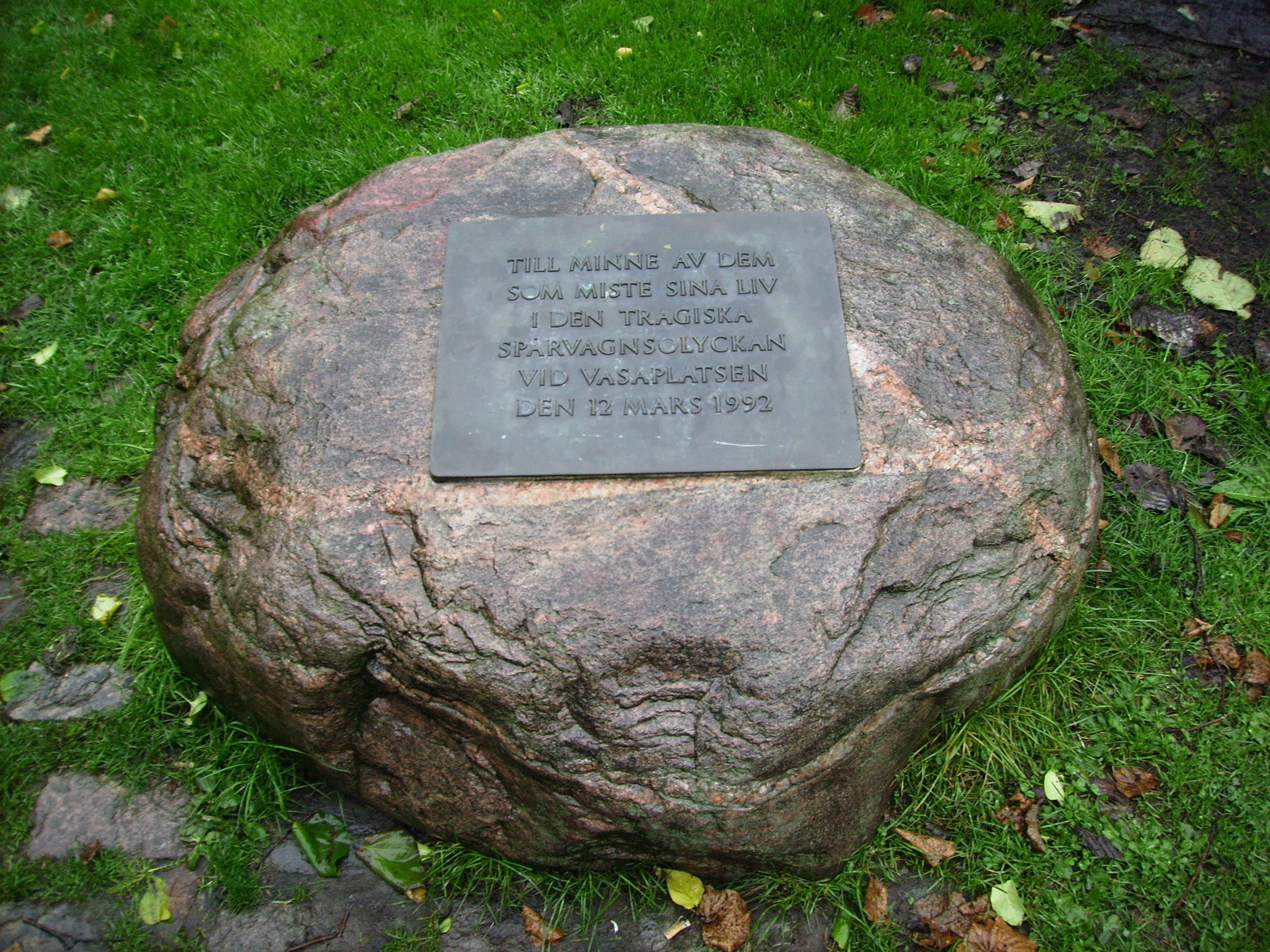
Spårvagnsolyckan vid Vasaplatsen i Göteborg.

  - TV4 sänder för första gången i lokal-tv.
  - Kriget om Transnistrien inleds.
- 9 mars – Kina skriver på Icke-spridningsavtalet om kärnvapen[1].
- 12 mars – 13 personer dödas och 29 skadas då en 55 ton tung spårvagn utan fungerande bromsar skenar ned för Aschebergsgatan i Göteborg.[2][5]
- 16 mars – Diplomatiska relationer knyts mellan Kazakstan och Malaysia.[13]
- 17 mars
  - I en folkomröstning röstar drygt två tredjedelar av Sydafrikas vita befolkning till förmån för förhandlingar i syfte att införa en ny grundlag utan apartheid.
  - Hallandskusten vid Falkenberg, Sverige drabbas av ilandflutna oljeklumpar[7].
- 18 mars – Finland ansöker om medlemskap i EG.
- 22 mars – Procordias VD Sören Gyll blir ny koncernchef för Volvo efter Pehr G. Gyllenhammar[8].
- 24 mars – Dirk Frimout blir förste belgaren i rymden.
- 27 mars – ESK-konferensen väljer in Kroatien, Slovenien och Georgien som medlemmar[1].
- 30 mars – Den 64:e oscarsgalan hålls i Dorothy Chandler Pavilion i Kalifornien, USA.

### April

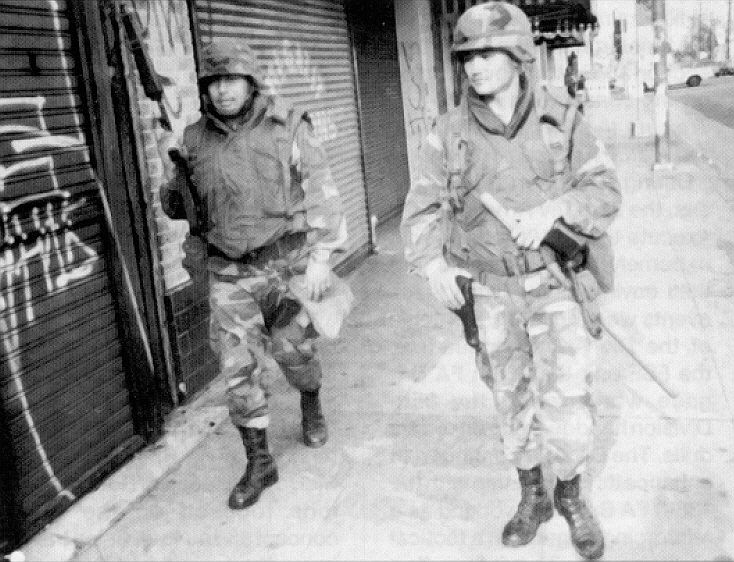
Kravallerna i Los Angeles.

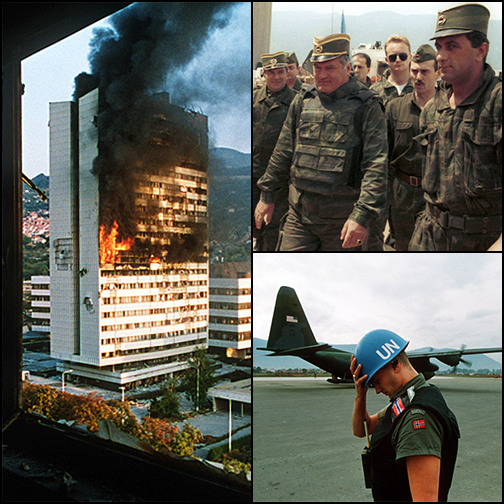
Bosnienkriget inleds.

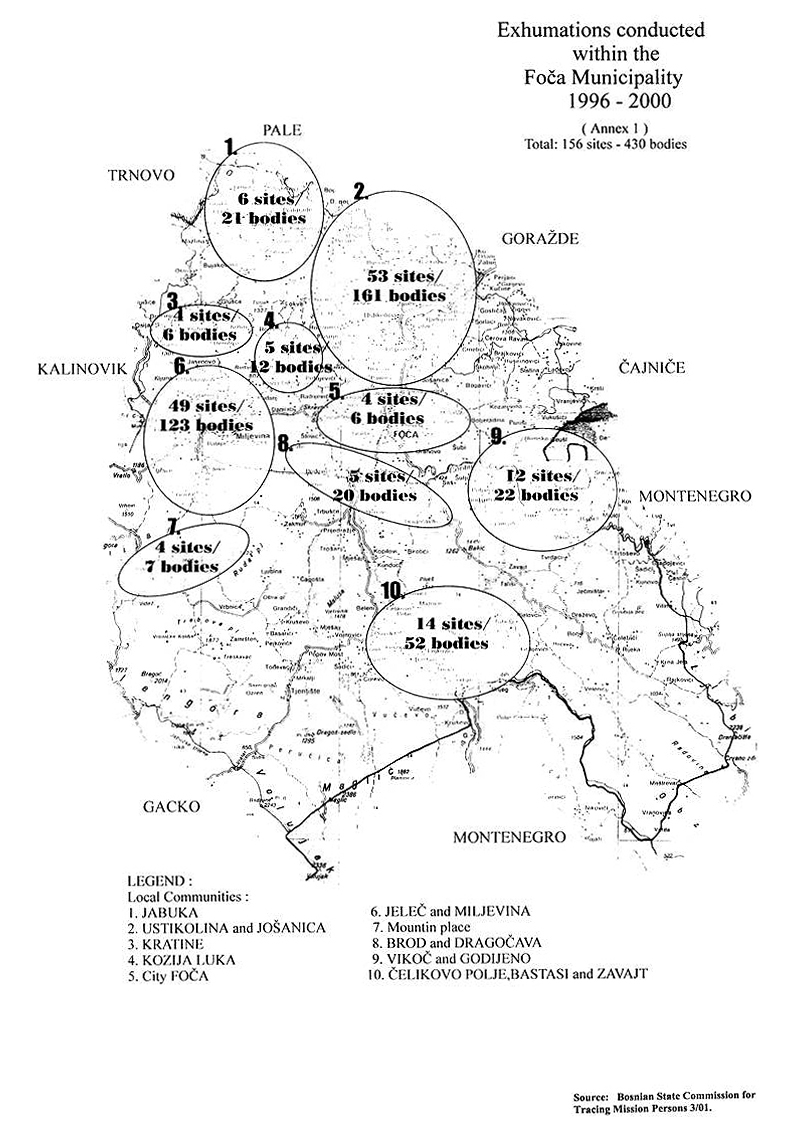
Fočamassakrerna

- 1 april – Bijeljinamassakern inträffar.
- 2 april – Georgien erkänns, som sista f.d. sovjetrepublik, som självständig stat av Sverige[14].
- 3 april – Rögle BK går upp i elitserien i ishockey för första gången efter att ha besegrat Leksands IF med 4-3 efter sudden death.
- 6 april – EG erkänner Bosnien-Hercegovina[1].
- 7 april – Fočamassakrerna inträffar.
- 11 april
  - Nöjesparken Eurodisney invigs utanför Paris[8].
  - EG-domstolen godkänner EES-avtalet[1].
- 7 april – Då EG-medlemsstaterna erkänt Bosnien Hercegovina som självständig stat inleder den jugoslaviska centralregeringen i Belgrad ett väpnat angrepp[2].
- 9 april – Konservativa partiet vinner parlamentsvalet i Storbritannien för fjärde gången i rad. John Major fortsätter som premiärminister och Neil Kinnock avgår som partiledare för Labour.
- 15 april – 300 personer omkommer då två färjor kolliderar i Nigeria[6].
- 22 april
  - Häftiga strider utkämpas i Bosnien-Hercegovina mellan serber och muslimer[1].
  - Över 600 personer omkommer och ett 1 000-tal skadas då en kloakledning i Guadalajara, Mexiko exploderar på en sträcka av 3 kilometer[6].
  - 125 personer omkommer då ett tankfartyg krockar med färja i Thailand[6].
- 25 april – Regeringstrupper i Afghanistan kapitulerar för gerillatrupper. Rivaliserande grupper utkämpar häftiga strider i Kabul[1].
- 27 april – Jugoslaviens parlament utropar ett mini-Jugoslavien, där bara Serbien och Montenegro är med i federationen[2].
- 29 april – Våldsamma upplopp rasar i Los Angeles och andra städer i USA då en helvit jury friat poliserna som misshandlade afroamerikanen Rodney King[8].

### Maj
- 1 maj – USA sätter in federala trupper för att stoppa raskravallerna i Los Angeles[1].

- 3 maj
  - Serberna anfaller Sarajevo[1].

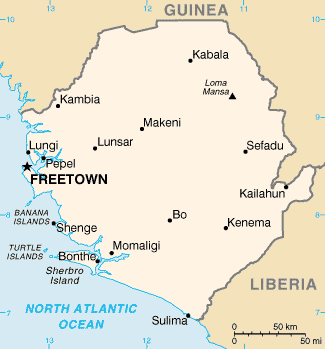
Inbördeskrig i Sierra Leone.

  - Amerikanska militärflygplan evakuerar amerikaner från Sierra Leone, där militärledare störtat regeringen[15].
- 5 maj – Krig bryter ut i Tadzjikistan
- 7 maj – Margareta Winberg anklagar LO-basen Stig Malm för att kalla Socialdemokratiska kvinnoförbundet för "fittstim"[8].
- 8 maj
  - Svenska Försvarsmaktens materielverk beställer 110 exemplar av flygplanet JAS 39 Gripen[3].
  - Nordbanken räddas från konkurs genom att svenska staten tar över och sätter in 20 miljarder SEK[14].
- 9 maj – 100 miljoner människor runtom Europa ser Eurovision Song Contest arrangeras i Malmö isstadion, efter att Carola har vunnit festivalen året före.
- 10 maj
  - Serbiska soldater inleder belägringen av Sarajevo, och utsätter staden för häftig artillerield[8].
  - Sverige vinner med 5-2 mot Finland i finalen i Prag och blir därmed världsmästare i ishockey för sjätte gången[2].
- 12 maj
  - 1 000 flyktingar från f.d. Jugoslavien söker sig till Sverige varje vecka[3].
  - De svenska löntagarfonderna upplöses genom att Sveriges regering gör upp med Ny demokrati om hur deras medel skall fördelas[3]. Pengarna flyttas till forskningsstiftelser och hamnar bortom Sveriges riksdags kontroll.
- 22 maj – Sverige erkänner Bosnien och Hercegovina[14].
- 23 maj – Den italienske domaren Giovanni Falcone, känd för sin framgångsrika bekämpning av den sicilianska maffian, mördas på Sicilien i ett av maffian arrangerat bombattentat.
- 25 maj – Boel Flodgren, professor i handelsrätt, blir rektor för universitetet i Lund och blir därmed Sveriges och Europas första kvinnliga universitetsrektor[5].
- 30 maj – FN beslutar införa handelsembargo mot Jugoslavien på grund av kriget i Bosnien och Hercegovina[1].

### Juni
- 1 juni
  - FN larmar om att 100 barn dagligen dör av svält i Mogadishu[8].
  - Bromma flygplats öppnas efter 30 år åter för internationell trafik[14].
- 2 juni – Vid en folkomröstning i Danmark säger danskarna nej till Maastrichtavtalet[1].
- 4 juni – Spelkonsolen SNES släpps till försäljning i Sverige.
- 5 juni
  - Tjecker och slovaker väljer egna parlament inför Tjeckoslovakiens upplösning.
  - Fastighetskrisen är direkt orsak till att SEB för första gången i företagets historia redovisar en förlust[5].
- 8 juni – FN beslutar att skicka trupper till Bosnien-Hercegovina[1].
- 9 juni – Eldningsförbud införs i flera svenska kommuner efter en rekordtorr och het försommar[14].
- 14 juni – 22-åriga Helena Andersson promenerar hem från en fest på Stadshotellet i Mariestad och försvinner.
- 16 juni – I Sverige varnar LO-ekonomerna Per-Olof Edin och Dan Andersson för svenskt EG-medlemskap, och splittrar därmed LO genom att påstå att EG går ut på att utestänga medborgarna från politiska beslut[2].
- 17 juni – Lasermannen, som med skjutvapen med lasersikte dödat en och skadat flera andra invandrare, grips[3] efter ett bankrån[8].
- 18 juni – Irland godkänner Maastrichtavtalet[1].
- 19 juni – Kroat-bosniakiska konflikten påbörjas.
- 24 juni – Kriget mellan georgiska styrkor och Sydossetien avslutas.
- 26 juni – Danmark vinner europamästerskapet i fotboll i Sverige genom att i finalen besegra Tyskland med 2–0

### Juli

De 25:e Olympiska sommarspelen hölls i Barcelona, Spanien.

- 1 juli – Statens telenämnd och Televerkets frekvensförvaltning går samman till den nya myndigheten Telestyrelsen.
- 3 juli – Norske spionen Arne Treholt beviljas nåd och friges[8].
- 7 juli – Arbetslösheten i Sverige uppgår till 4,6 %[14].
- 9 juli  - Svåra skogsbränder härjar i Sverige. På Gotland förstörs 25 kvadratkilometer skogsåker och myrmark medan 10 kvadratkilometer skogs- och myrmark förstörs sydöst om Älmhult[7].
- 16 juli – Natos intervention i Bosnien och Hercegovina påbörjas.
- 18 juli – Neil Kinnock avgår som partiledare för Labour efter partiets andra raka valförlust och ersätts av John Smith.
- 19 juli – Den italienske domaren och maffiautredaren Paolo Borsellino mördas i ett bombdåd av den sicilianska maffian.
- 25 juli – De 25:e olympiska sommarspelen invigs i Barcelona med deltagare från 172 länder[2].
- 31 juli – 113 personer omkommer när en thailändsk Airbus störtar i Himalaya[6].

### Augusti

Georgiska inbördeskriget.

- 3 augusti – USA inleder en serie militärövningar i Kuwait då Irak vägrat erkänna en ny gräns upprättad av FN samt vägrat samarbeta med FN:s inspektörer[15].
- 14 augusti – Krig bryter ut mellan georgiska styrkor och Abchasien. Samtidigt påbörjar abchasiska styrkor etnisk rensning på civila georgier.
- 16 augusti – 5 personer omkommer då ett danskt taxiflygplan havererar i sjön Vänern, Sverige[6].
- 20 augusti – Det första avsnittet av tv-serien Rederiet sänds.
- 26 augusti – Sveriges riksbank höjer den svenska marginalräntan till 16 procent.

### September

Maastrichtavtalet

- September – I Sverige uppmärksammas 150-årsminnet av då Sveriges riksdag 1842 beslöt att införa allmän folkskola i Sverige.
- 8 september
  - Finland låter marken flyta fritt[1].
  - Sveriges riksbank höjer marginalräntan från 16 till 24 %[14].
- 9 september
  - Sveriges riksbank höjer marginalräntan från 24 %[8] till 75 % för att stoppa valutaflöde och spekulationer i devalvering.
  - Flera svenska kreditinstitut, såsom Götabanken och Sveriges Kreditbank, befinner sig nu i ekonomisk kris[3].
- 13 september – Stefan Edberg, Sverige vinner herrsingeln vid US Open i tennis och rankas nu som etta i världen[3].
- 14 september – TV4 introducerar morgon-TV, där nyhetsbulletinerna varvas med gästbesök i studion[2].
- 16 september
  - USA:s president George Bush meddelar till USA:s kongress att han beordrat om att zoner skall införas i södra Irak där Irak inte får flyga[15].
  - Storbritannien lämnar det europeiska valutasamarbetet och devalverar pundet[1].
  - Sveriges riksbank höjer dagslåneräntan till 500 % då valutautflödet från Sverige tar ny fart[2].
- 17 september – Fem svenska kärnkraftverk stoppas då nödkylningen inte fungerar[14].
- 19 september – Den svenska regeringen presenterar ett sparpaket på 45 miljarder kronor. Bensinskatten och momsen höjs, bostadssubventionerna och arbetsgivaravgiften sänks.
- 20 september
  - Frankrike godkänner Maastrichtavtalet med 50,5 % ja-röster[1].
  - Sveriges regering och socialdemokraterna lägger fram ett krispaket med besparingar och skattehöjningar som skall förstärka svenska statsbudgeten med 40-55 miljarder SEK[5].
- 21 september – Sveriges riksbank sänker marginalräntan från 500 till 50 % sedan sparpaketet presenterats[3].
- 22 september – Jugoslavien utesluts ur FN.
- 23 september – Sveriges regering skapar en bankgaranti, ingen svensk bank ska tillåtas gå i konkurs.
- 26 september – 163 personer omkommer ett nigerianskt Herculesflygplan störtar strax efter start[6].
- 30 september
  - I Sverige upphör tioöringen, som använts sedan 1873, att gälla som betalningsmedel[2].
  - Sveriges regering och Socialdemokraterna lägger fram ytterligare ett krispaket.

### Oktober
- Oktober – I Danmark bildas Foreningen af Offentligt Ansatte genom sammanslagning av Dansk Kommunal Arbejderforbund och Husligt Arbejderforbund[16].
- 1 oktober – Ahmed Ramis Radio Islam fälls för hets mot folkgrupp efter rader av antisemitiska program[3].
- 4 oktober – 50 personer omkommer då en israelisk Boeing 747 störtar över höghusområdet Bijlmermeer i Amsterdam, Nederländerna[6].
- 16 oktober – Den svenska herrtidningen Svenska Hustler fälls av en tryckfrihetsjury för grovt förtal och grov förolämpning, och tidningen får betala 50 000 SEK i böter till sju målsäganden, bland andra Ingvar Carlsson, Birgitta Dahl, Mona Sahlin och Ian Wachtmeister för att ha klippt in deras porträtt på pornografiska bilder[5].

### November

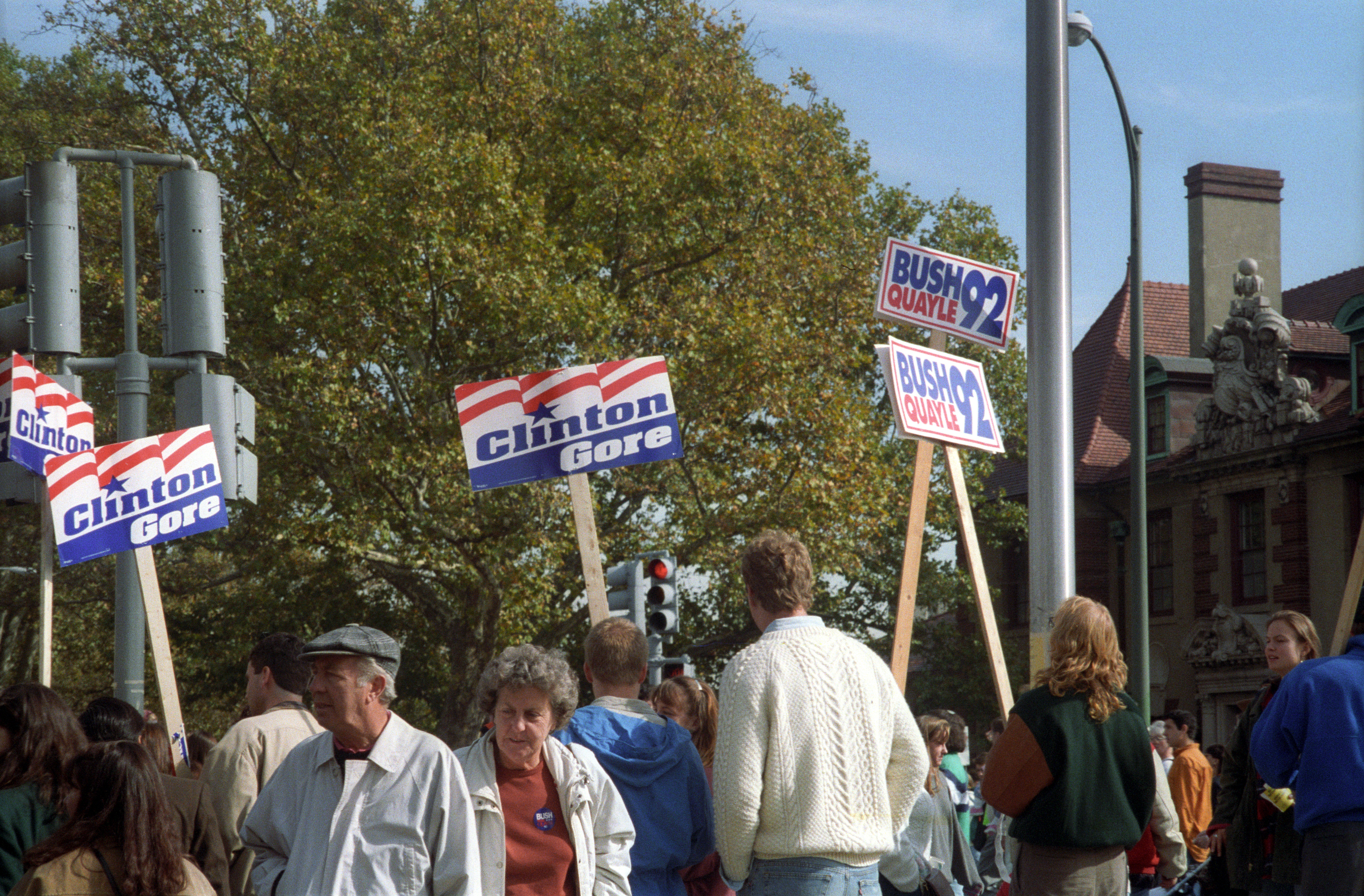
Presidentval i USA.

- 3 november – Demokraten Bill Clinton besegrar republikanen George H.W. Bush[2] och den oberoende kandidaten Ross Perot vid presidentvalet i USA.
- 4 november – Storbritanniens parlament godkänner Maastrichtavtalet med röstsiffrorna 319–316[1].
- 15 november – 11 personer omkommer och 52 skadas då ett Skandinavienexpressen-tåg vid krockar med en stillastående godsvagn under färd mellan Österrike och Köpenhamn, Danmark[6].
- 18 november – Den svenska riksdagen godkänner EES-avtalet[14]; endast Vänsterpartiet röstar emot.
- 19 november – Sveriges riksbank låter, efter flera dagars valutaspekulation, den svenska kronan flyta fritt, vilket i praktiken innebär en devalvering med 9-14 %.[2] då valutautflödet från Sverige den senaste veckan låg på 160 miljarder SEK[5]. Socialdemokraterna och regeringen kommer överens om en statsgaranti till kreditväsendet för att förhindra bankkollaps. Krisdrabbade banker skall få bankstöd.
- 20 november – Det brittiska slottet Windsor Castle utanför London eldhärjas. Branden förstör några av de mest historiska och antika delarna av byggnaden, med stora konstskatter[8] som har anor från 1000-talet.
- 24 november – Guatemala erkänner Belize[17].
- 25 november
  - Norge ansöker om medlemskap i EG[1].
  - August Malmströms tavla "Grindslanten" säljs på Bukowskis auktion för två miljoner SEK, då den under 1980-talet inköptes av det 1992 konkursdrabbade Ekströmska museet på Öland var priset 16 miljoner SEK[5].

### December
- 2 december – Den tyska förbundsdagen accepterar Maastrichtavtalet[1].
- 3 december
  - Grekiska supertankern Aegean Sea, lastad med 80 000 ton råolja, stöter på grund och bryts i två delar utanför kusten vid la Coruña, Spanien. Fiske- och badstränder förstörs[7].
  - 3 personer omkommer då ett privatflygplan havererar mot ett bostadshus i Bromma, Sverige[6].
- 6 december
  - Sex ungdomar skottskadas av en 26-årig man i Mora. En av dem avlider senare.
  - Schweiz säger nej till EES-avtalet[1].
  - Babri Masjid rivs av hinduer.
- 7 december – Det svenska Televerkets nyinrättade etiska råd för 071-nummer gör sitt första ingripande genom att stänga en linje som förmedlar privata strippor.
- 9 december
  - Falu koppargruva i Sverige läggs ner efter cirka 800 års verksamhet[2].
  - Det svenska invandrarverkets chef Christina Rogestam avgår, sedan verket har spräckt sina budgetramar på grund av den ökade flyktingströmmen från Jugoslavien[5].
- 10 december – USA:s president George Bush meddelar att USA skall skicka soldater till Somalia[15].
- 12 december
  - I Indonesien omkommer 2 500 personer vid flodvåg efter jordskalv i Stilla havet[18].
  - EG accepterar Danmarks undantagskrav för att säga ja till Maastrichtavtalet, och låter Danmark stå utanför den gemensamma europeiska valutan samt få en Europarmé[1].
- 13 december – Fallskärmsavtal för 180 statliga svenska chefer avslöjas. SJ:s generaldirektör Stig Larsson har de bästa villkoren och får en månadspension på 84 000 SEK om hans förordnande inte förlängs[5].
- 21 december – 50 personer omkommer och 280 överlever då ett nederländskt charterflygplan havererar över Faro, Portugal[6].
- 22 december – 157 personer omkommer då ett libyskt passagerarflygplan störtar[6].
- 31 december
  - Flygbolaget Linjeflyg avvecklas och försätts i konkurs av ägaren SAS.
  - Svenska bilister köar vid bensinstationerna på nyårsafton inför prishöjningen som gör att Sverige får Europas dyraste bensin[3].

### Okänt datum
- Pro Hockey publiceras för första gången.
- En undersökning i Bolivia uppskattar antalet hembiträden till 135 000[19].
- New Jersey blir andra delstat i USA att införa dubbla säkerhetsbälten i större skolbussar. New York var först 1987.
- Den svenska riksdagen inför fri etableringsrätt med statsbidrag för fritids- och daghem.
- En försvarsproposition läggs fram som syftar till att göra det svenska försvaret smalare och vassare genom satsning på ny teknik och regementsnedläggningar.
- Den socialdemokratiska tidningskoncernen A-pressen hamnar i akut kris och försätts i konkurs, utan ingripande från LO eller socialdemokraterna.
- En FN-insats inleds i Bosnien med svenskt deltagande.
- De diplomatiska relationerna mellan Sverige och Sydafrika normaliseras.
- Svenskan Pia Cramling blir internationell stormästare i schack.
- Regeringen tillsätter en parlamentarisk kyrkoberedning, för att utreda förhållandet mellan Svenska kyrkan och staten.
- Hallandsåstunneln börjar byggas.
- Ledamöterna i Sveriges riksdag går i fackeltåg genom Stockholm mot rasism och främlingsfientlighet[3].
- Sveriges första dom mot fotbollshuliganer ger en månads fängelse för våldsamheter[3].
- Posten i Sverige beslutar minska antalet kontor från 2 000 till 1 000[3].
- Arbetslösheten i Sverige är med 4,6 % den högsta sedan 1950-talet[3].
- Svåra skogsbränder i Sverige på grund av sommarens torka[3].
- Sverige upplever finansiell kris följd av expansion inom framför allt IT[20].
- KF startar omfattande omstrukturering[21].

## Födda

### Första kvartalet

#### Januari
- 1 januari
  - Jack Wilshere, engelsk fotbollsspelare i Arsenal FC.
  - He Kexin, kinesisk gymnast.
- 2 januari – Trimi Makolli, svensk fotbollsspelare (anfallare) i Djurgårdens IF.
- 3 januari – Christopher Mhina, svensk skådespelare och rappare.
- 10 januari – Anton Abele, svensk aktivist, debattör och krönikör.
- 19 januari
  - Logan Lerman, amerikansk skådespelare.
  - Nicklas Bärkroth, svensk fotbollsspelare.
  - Shawn Johnson, amerikansk artistisk gymnast.
- 31 januari – Tyler Seguin, kanadensisk ishockeyspelare.

#### Februari
- 5 februari
  - Neymar, brasiliansk fotbollsspelare.
  - Kejsi Tola, albansk sångerska.
  - Victor Beer, svensk youtuber.
- 7 februari
  - Jose Baxter, engelsk fotbollsspelare.
  - Maimi Yajima, japansk sångerska.
  - Sergi Roberto, spansk fotbollsspelare.
- 8 februari – Patrik Nemeth, svensk ishockeyback.
- 11 februari – Taylor Lautner, amerikansk skådespelare.
- 16 februari – Charlie Gustafsson, svensk skådespelare.
- 17 februari – Meaghan Jette Martin, amerikansk skådespelare och sångerska.
- 24 februari – Félice Jankell, svensk skådespelare.
- 25 februari – Hannah Callenbo, svensk barnskådespelare.
- 26 februari – Mikael Granlund, finländsk ishockeyspelare.
- 28 februari
  - André Linman, finländsk gitarrist och sångare.
  - Johan Gustafsson, svensk ishockeyspelare.

#### Mars
- 3 mars – Johan Palm, svensk sångare.
- 4 mars – Bernd Leno, tysk fotbollsmålvakt.
- 10 mars – Emily Osment, amerikansk skådespelare.
- 23 mars – Tåve Wanning, tidigare medlem i musikgruppen (barngruppen) Peaches.
- 25 mars
  - Gernot Trauner, österrikisk fotbollsspelare.
  - Simon Lussetti, svensk videobloggare.

- 26 mars – Joel Adolphson, svensk skådespelare och youtuber.

### Andra kvartalet

#### April
- 4 april – Alexa Nikolas, amerikansk skådespelare.
- 6 april – Norea Sjöquist, svensk skådespelare.
- 10 april – Daisy Ridley, brittisk skådespelare.
- 15 april
  - Amy Diamond, svensk sångerska.
  - John Guidetti, svensk fotbollsspelare.
- 20 april – Nazar Sljusartjuk, ukrainsk sångare.
- 30 april – Marc-André ter Stegen, tysk fotbollsmålvakt.

#### Maj
- 4 maj – Ashley Rickards, amerikansk skådespelare.
- 7 maj – Alexander Ludwig, kanadensisk skådespelare.
- 10 maj – Charice Pempengco, filippinsk sångerska.
- 11 maj – Thibaut Courtois, belgisk fotbollsmålvakt.
- 12 maj
  - Philip Andersson, svensk fotbollsspelare.
  - Malcolm David Kelley, amerikansk skådespelare.
- 16 maj
  - Kaleigh Gilchrist, amerikansk vattenpolospelare.
  - Jeff Skinner, kanadensisk ishockeyspelare.
- 19 maj – Spencer Breslin, amerikansk barnskådespelare.
- 21 maj – Olivia Olson, amerikansk skådespelare.
- 27 maj – Jeison Murillo, colombiansk fotbollsspelare.

#### Juni
- 3 juni – Hannah Buckling, australisk vattenpolospelare.
- 4 juni – Dino Jelusić, kroatisk sångare.
- 7 juni – Alípio Duarte Brandão, brasiliansk fotbollsspelare.
- 12 juni – Philippe Coutinho, brasiliansk fotbollsspelare.
- 27 juni – Marko Mitrovic, svensk fotbollsspelare.

### Tredje kvartalet

#### Juli
- 3 juli – Molly Sandén, svensk sångerska.
- 22 juli – Selena Gomez, amerikansk skådespelare och sångerska.
- 25 juli – Johan Larsson, svensk ishockeyspelare.
- 27 juli – Sarah Juel Werner, dansk skådespelare.
- 30 juli – Fabiano Caruana, amerikansk-italiensk schackspelare

#### Augusti
- 4 augusti – Dylan och Cole Sprouse, amerikanska skådespelare (tvillingbröder).
- 12 augusti – Jacinta Wawatai, nyzeeländsk skådespelare.
- 14 augusti – John Klingberg, svensk ishockeyspelare.
- 16 augusti – Piotr Lisek, polsk stavhoppare.
- 20 augusti – Demi Lovato, amerikansk sångerska.
- 25 augusti
  - Sara Benz, schweizisk ishockeyspelare.
  - Angelica Mandy, brittisk skådespelare.
- 27 augusti
  - Petter Granberg, svensk ishockeyspelare.
  - Daniel Ståhl, svensk friidrottare.

#### September
- 1 september – Tomáš Nosek, tjeckisk ishockeyspelare.
- 7 september – Tove Alexandersson, svensk orienterare.
- 16 september – Nick Jonas, amerikansk skådespelare/sångare.
- 18 september
  - Joel Mustonen, finländsk ishockeyspelare.
  - Rebecca Stenberg, svensk ishockeyspelare.
  - Simon Thern, svensk fotbollsspelare.
- 21 september – Johan Sundström, svensk ishockeyspelare.
- 28 september – Skye McCole Bartusiak, amerikansk skådespelare.

### Fjärde kvartalet

#### Oktober
- 12 oktober – Josh Hutcherson, amerikansk skådespelare.
- 14 oktober – Savannah Outen, amerikansk sångerska.
- 15 oktober – Ncuti Gatwa, rwandisk-skotsk skådespelare.
- 21 oktober – Bernard Tomic, tysklandsfödd kroatisk-australisk tennisspelare.
- 22 oktober
- Ashleigh Southern, australisk vattenpolospelare.
- Tika Sevón Liljegren, finlandssvensk sångerska.
- 27 oktober – Brandon Saad, amerikansk ishockeyspelare.
- 30 oktober – Édouard Louis, fransk författare.

#### November
- 3 november – Joshua Suherman, indonesisk skådespelare och sångare.
- 5 november – Zeana, svensk artist.
- 11 november – Carl Déman, svensk youtuber och röstskådespelare.
- 12 november – Adam Larsson, svensk ishockeyspelare.
- 16 november – Marcelo Brozović, kroatisk fotbollsspelare.
- 18 november – Niki Popovic, dansk musiker, medlem i Cool Kids.
- 19 november – Tove Styrke, svensk sångerska.
- 23 november
  - Miley Cyrus, amerikansk sångare och skådespelare.
  - Gabriel Landeskog, svensk ishockeyspelare.
- 26 november – Daniel Berta, svensk tennisspelare.
- 30 november – Märta Ferm, svensk barnskådespelare.

#### December
- 8 december
  - Jordan Nobbs, engelsk fotbollsspelare.
  - Mattias Janmark, svensk ishockeyspelare.
- 12 december – Emilie Skolmen, norsk skådespelare, programledare och musiker.
- 15 december – Alex Telles, brasiliansk fotbollsspelare.
- 16 december – Hewa Şadî, svensk-kurdisk tyngdlyftare.
- 17 december – Jordan Garrett, amerikansk barnskådespelare.
- 23 december – Jeffrey Schlupp, tysk-ghanansk fotbollsspelare.
- 30 december – Ryan Tunnicliffe, engelsk fotbollsspelare.

## Avlidna

### Första kvartalet

#### Januari
- 1 januari
  - Carl Gustaf Dahlberg, 81, svensk militär.
  - Grace Hopper, 85, amerikansk datorpionjär.
- 3 januari – Judith Anderson, 94, amerikansk skådespelare.
- 13 januari – Dagny Lind, 89, svensk skådespelare.
- 15 januari – Lars Lennartsson, 78, svensk sångare och skådespelare.
- 16 januari – Carl-Gustaf Lindstedt, 70, svensk skådespelare och komiker[2].
- 17 januari – Olof Lilljeqvist, 80, svensk ingenjör, flygfotograf och producent.
- 28 januari – Arvo Ylppö, 104, finländsk barnläkare, arkiater och professor i pediatrik.

#### Februari
- 1 februari – Lasse Werner, 57, svensk jazzpianist.
- 2 februari – Einar Schelén, 91, svensk målare.
- 7 februari – Freddy Albeck, 72, dansk sångare och skådespelare.
- 10 februari – Alex Haley, 70, amerikansk författare.
- 16 februari – Jânio Quadros, 75, Brasiliens president 1961.
- 17 februari – Leif Widengren, 53, svensk polisman.
- 19 februari – Joseph L. Fisher, 78, amerikansk demokratisk politiker, kongressledamot 1975–1981.
- 22 februari – Lisa Tunell, 86, svensk sångerska, kontraalt.

#### Mars
- 1 mars – Pierre Maudru, 99, fransk manusförfattare och regissör.
- 2 mars – Sandy Dennis, 54, amerikansk skådespelerska.
- 3 mars – Lella Lombardi, 50, italiensk racerförare.
- 6 mars – Erik Nordgren, 79, svensk kompositör, arrangör av filmmusik och orkesterledare.
- 7 mars – Gunnar Sträng, 85, socaldemokratisk politiker och statsråd[2].
- 9 mars – Menachem Begin, 78, Israels sjätte premiärminister 1977–1983, mottagare av Nobels fredspris.
- 23 mars
  - Gurdial Singh Dhillon, 76, indisk politiker, talman i Lok Sabha.
  - Friedrich von Hayek, 92, brittisk ekonom och politisk filosof, mottagare av Sveriges riksbanks pris i ekonomisk vetenskap till Alfred Nobels minne 1974.
- 28 mars – Elisabeth Granneman, 61, norsk skådespelare.

### Andra kvartalet

#### April
- 4 april – Anderz Harning, 54, svensk samhällsdebattör och författare.
- 5 april – Hamdamsaltaneh Pahlavi, 89, iransk prinsessa.
- 6 april – Isaac Asimov, 72, rysk–amerikansk författare.
- 19 april – Benny Hill, 68, brittisk skådespelare och komiker. (Antaget datum för dödsfallet. Han hittades avliden den 21 april)
- 21 april – Väinö Linna, 71, finländsk författare.
- 23 april – Satyajit Ray, 70, indisk regissör, manusförfattare, producent och kompositör.
- 24 april – Nils Åsblom, 67, svensk skådespelare.
- 27 april – Olivier Messiaen, 83, fransk kompositör, organist och ornitolog.
- 28 april – Francis Bacon, 82, brittisk målare.

#### Maj
- 6 maj – Marlene Dietrich, 90, tysk-amerikansk skådespelare och sångerska.
- 11 maj – Kurt Bendix, 87, svensk orkesterledare, dirigent och hovkapellmästare.
- 15 maj – Jovy Marcelo, 26, filippinsk racerförare.
- 17 maj – Astrid Carlson, 78, svensk skådespelare.
- 21 maj – Jan Sparring, 62, svensk sångare.
- 23 maj – Giovanni Falcone, 53, italiensk domare.
- 30 maj – Karl Carstens, 77, tysk politiker, Västtysklands president 1979–1984.

#### Juni
- 15 juni – Rune Turesson, 70, svensk skådespelare.
- 16 juni – Siw Öst, 50, svensk sångerska, medlem av Family Four.
- 18 juni – Denny Hulme, 56, nyzeeländsk racerförare.
- 27 juni – Georg Årlin, 75, svensk skådespelare och regissör.

### Tredje kvartalet

#### Juli
- 2 juli – Charles F. Brannan, 88, amerikansk demokratisk politiker, USA:s jordbruksminister 1948–1953.
- 4 juli – Astor Piazzolla, 71, argentinsk musiker och kompositör, mästare på bandoneón.
- 10 juli – Albert Pierrepoint, 87, brittisk skarprättare.
- 19 juli
  - Hans von Hofsten, 61, svensk militär.
  - Paolo Borsellino, 52, italiensk domare
- 22 juli – David Wojnarowicz, 37, amerikansk konstnär och författare.
- 23 juli
  - Arletty, 94, fransk modell och skådespelare.
  - Tord Bernheim, 78, svensk revyartist, sångare och skådespelare.

#### Augusti
- 5 augusti – Jeff Porcaro, 38, amerikansk musiker, trummis i Toto.
- 8 augusti – Thomas J. McIntyre, 77, amerikansk demokratisk politiker, senator 1962–1979.
- 14 augusti – Mona Dan-Bergman, 65, svensk skådespelare.
- 23 augusti – Elisaveta von Gersdorff Oxenstierna, 70, svensk skådespelare.

#### September
- 2 september – Barbara McClintock, 90, amerikansk genetiker, nobelpristagare i medicin.
- 4 september – Knatten Andersson, 70, svensk skådespelare.
- 12 september – Anthony Perkins, 60, amerikansk skådespelare.
- 19 september – Folke Nordström, 81, svensk militär.
- 25 september – César Manrique, 73, spansk konstnär och arkitekt.

### Fjärde kvartalet

#### Oktober
- 4 oktober – Sven Hörnell, svensk fotograf.
- 6 oktober – Denholm Elliott, 70, brittisk skådespelare.
- 8 oktober – Willy Brandt, 78, tysk (västtysk) politiker, förbundskansler i Västtyskland 1969–1974[2], mottagare av Nobels fredspris.
- 9 oktober – Per Olof Sundman, 70, svensk författare och politiker (centerpartist), ledamot av Svenska Akademien 1975–1992.
- 20 oktober
  - Sam Vanni, 84, finländsk konstnär.
  - Sven Åsberg, 74, svensk industriföretagare och motorprofil.
- 26 oktober – Elna Gistedt, 87, svensk skådespelare.

#### November
- 7 november – Alexander Dubček, 70, tjeckoslovakisk politiker.
- 19 november – Diane Varsi, 54, amerikansk skådespelare.
- 23 november
  - Roy Acuff, 89, amerikansk countrymusiker och republikansk politiker.
  - Segol Mann, 74, svensk skådespelare.

#### December
- 3 december – Gunnar Dahlander, 76, svensk fackföreningsman.
- 6 december – Yngve Sköld, 93, svensk kompositör, skådespelare, pianist och organist.
- 10 december – Kai Korte, 70, finländsk ämbetsman, justitiekansler 1982–1986.
- 11 december – Majken Johansson, 63, svensk poet och frälsningssoldat[3].
- 13 december – Ellis Arnall, 85, amerikansk demokratisk politiker, Guvernör i Georgia 1943–1947.
- 15 december – Sven Delblanc, 61, svensk författare[2].
- 19 december – H.L.A. Hart, 85, brittisk rättsfilosof.
- 21 december – Sven Widegren, 82, svensk militär.
- 21 december – Albert King, 69, amerikansk gitarrist och sångare.
- 22 december – Erik Lindén, 81, svensk idrottsman.
- 24 december – Mimmo Wåhlander, 56, svensk skådespelare.
- 24 december – Peyo, 64, belgisk serietecknare.
- 26 december – John Kemeny, 66, ungersk-amerikansk matematiker och programmerare.

## Nobelpris[22]
- Fysik – Georges Charpak, Frankrike
- Kemi – Rudolph A Marcus, USA
- Medicin
  - Edmond H Fischer, USA / Schweiz
  - Edwin G Krebs, USA
- Litteratur – Derek Walcott, Saint Lucia
- Fred – Rigoberta Menchú Tum, Guatemala
- Ekonomi – Gary Becker, USA

### Fotnoter
1. 1 2 3 4 5 6 7 8 9 10 11 12 13 14 15 16 17 18 19 20 21 22 23 24 25 26  Faktakalendern 2000 – 1992 (Utlandet), Semic, 1999
2. 1 2 3 4 5 6 7 8 9 10 11 12 13 14 15 16 17 18 19  20:e århundrades När Var Hur – 1992, Bernt Himmelstedt, Forum, 1999
3. 1 2 3 4 5 6 7 8 9 10 11 12 13 14 15 16 17  Hundra år i Sverige – 1992, Hans Dahlberg, Albert Bonniers, 1999
4. 1 2  Om Kroatien på Department of Foreign Affairs and Trades nätsidor, delen Bilateral relations
5. 1 2 3 4 5 6 7 8 9 10 11 12  Sverige 1900-talet – 1992, NE, Bra Böcker, 2000
6. 1 2 3 4 5 6 7 8 9 10 11 12  Faktakalendern 1996, Semic, 1995
7. 1 2 3 4  Faktakalendern 1997, Semic, 1996
8. 1 2 3 4 5 6 7 8 9 10 11 12 13  100 år med Aftonbladet – 1992, 1999
9. ↑  Sverige 1900-talet – Sverige åter i Europa, NE, Bra Böcker, 2000
10. ↑  100 år med Aftonbladet – Lasermannen, 1999
11. ↑  Sverige 1900-talet – 1991, NE, Bra Böcker, 2000
12. ↑  ”Historia på Finlands ambassad i Kievs hemsida”. Arkiverad från originalet den 5 augusti 2016. https://web.archive.org/web/20160805201528/http://finland.org.ua/public/default.aspx?nodeid=31719&contentlan=3&culture=sv-FI. Läst 1 december 2015.
13. ↑  Om bilaterala händelser på Kazakstans ambassad i Kuala Lumpurs nätsidor Arkiverad 6 januari 2014 hämtat från the Wayback Machine.
14. 1 2 3 4 5 6 7 8 9  Faktakalendern 2000 – 1992 (Sverige), 1999
15. 1 2 3 4  ”USA:s militära insatser i utlandet”. Arkiverad från originalet den 29 november 2005. https://web.archive.org/web/20051129052401/http://www.history.navy.mil/library/online/forces.htm. Läst 31 januari 2011.
16. ↑  ”FOA - 1992”. http://www.foa.dk/Forbund/Om-FOA/FOAs-historie/1990erne/DKA%20og%20HAF%20sammenlaegges.
17. ↑  ”World Statesmen”. http://www.worldstatesmen.org/Belize.html.
18. ↑  Faktakalendern 2006, Semic, 2005
19. ↑  ”Latinamerika”. 31 mars 2009. http://www.latinamerika.nu/trots-lagar-diskrimineras-hembitradena. Läst 19 mars 2011.
20. ↑  Sverige 1900-talet – I industrialismens era, NE, Bra Böcker, 2000
21. ↑  Sverige 1900-talet – KF en folkrörelse med ideal, NE, Bra Böcker, 2000
22. ↑  ”Nobelpriset”. https://www.nobelprize.org/prizes/lists/all-nobel-prizes/. Läst 10 april 2011.